# Karomia gigas
Karomia gigas là một loài thực vật có hoa trong họ Hoa môi. Loài này được (Faden) Verdc. mô tả khoa học đầu tiên năm 1992. Loài này có ở Kenya và Tanzania.